# فابريس بيجورجي
فابريس بيجورجي  (بالفرنسية: Fabrice Begeorgi)‏ (مواليد 20 أبريل 1987 في فرنسا) لاعب كرة قدم أجاكسيو - فرنسا يجيد اللعب في خط الوسط. يلعب حاليا لصالح نادي أجاكسيو فرنسا منذ 2010.

## روابط خارجية
- فابريس بيجورجي على موقع رابطة كرة القدم الفرنسية للمحترفين (الإنجليزية)
- فابريس بيجورجي على موقع قاعدة بيانات كرة القدم.إي يو (الإنجليزية)
- فابريس بيجورجي على موقع Soccerway.com (الإنجليزية)
- فابريس بيجورجي على موقع عالم كرة القدم.نت (الإنجليزية)
- فابريس بيجورجي على موقع كووورة
- فابريس بيجورجي على موقع AS.com (الإسبانية)